# Выборгская улица (Санкт-Петербург)
Вы́боргская улица  — проезд в Выборгском районе Санкт-Петербурга. Проходит от Большого Сампсониевского до Лесного проспекта. Находится на территории МО «Сампсониевское».

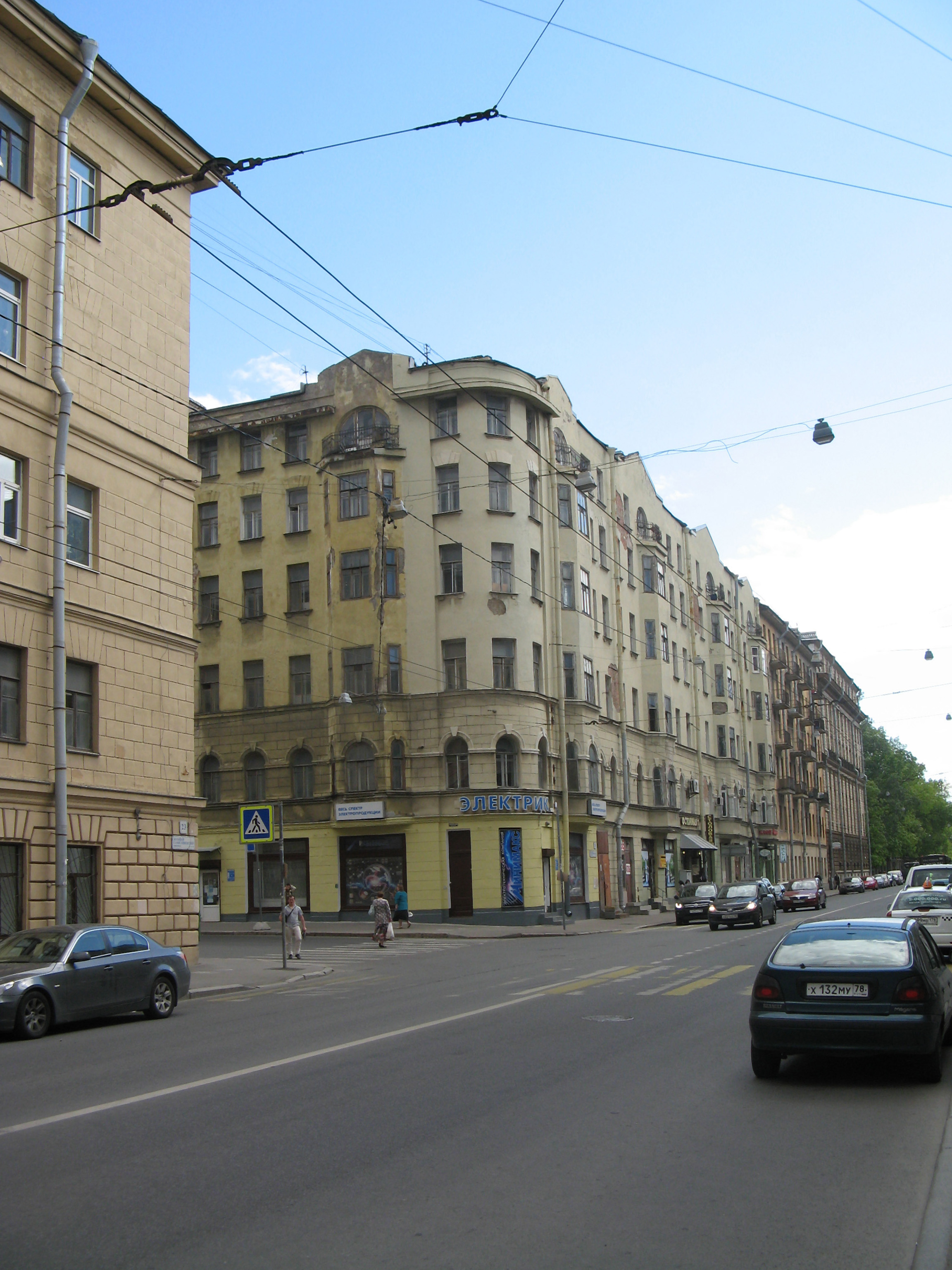
Начало улицы: дома № 2 и № 1 у пересечения с Большим Сампсониевским проспектом

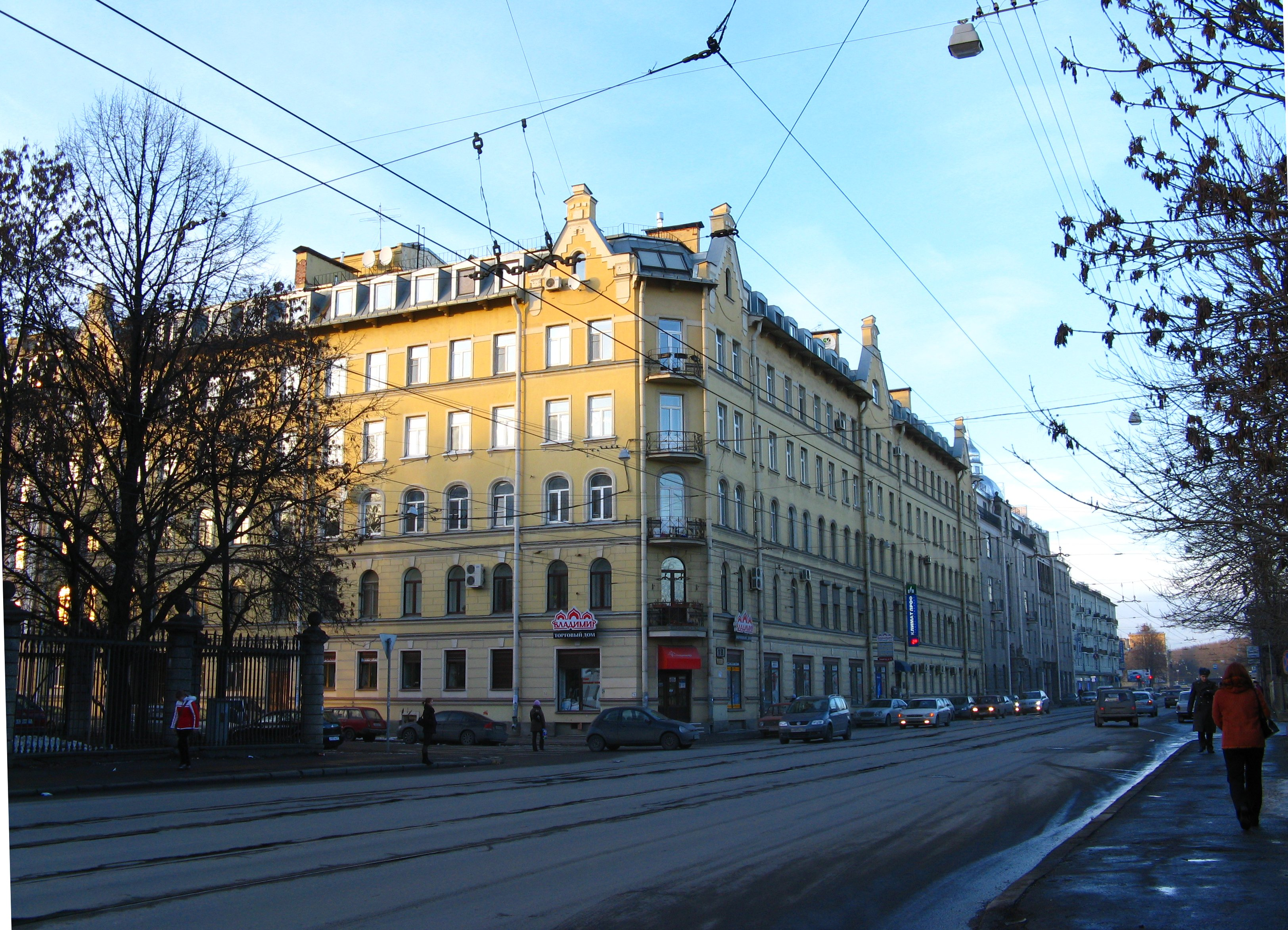
Конец улицы: дом № 14 у пересечения с Лесным проспектом

## История
Выборгская улица появилась на Выборгской стороне и получила название 25 июня 1882 года.

## Пересечения
Выборгская улица на всём протяжении не имеет пересечений (от Большого Сампсониевского до Лесного проспекта).

## Транспорт
- Ближайшая станция метро — «Выборгская» 1-й линии Петербургского метрополитена (вестибюль расположен в 640 м[2] от пересечения Выборгской улицы с Лесным проспектом).
- Ближайшая остановка общественного транспорта «Выборгская улица» расположена на Лесном проспекте (автобусы № 86, 267).
- Также по Лесному проспекту проходит трамвайная линия; ближайшие к Выборгской улице остановки трамвая «Нейшлотский переулок» и «Улица Комиссара Смирнова», (трамваи № 20, 38).

## Достопримечательности
- Дом № 1 (Большой Сампсониевский проспект, д. № 21) — доходный дом М. С. Плотникова в стиле модерн. Арх.: Л. В. Богусский, 1912—1913.
- Дом № 2 (Большой Сампсониевский проспект, д. № 23) — доходный дом. В 1890-х годах — Выборгское городское трехклассное училище (для мальчиков), в 1900-х годах — ясли с убежищем для бесприютных детей Выборгско-Охтинского отделения Общества попечения о бедных и больных детях. Арх.: А. Шнейдерович, 1899.
- Дом № 3 — здание бывшей 11-й мужской гимназии (в настоящее время — гимназия № 107). Арх.: Л. П. Шишко, 1914—1915. Гимназия основана в 1871 году, преобразована в 1899 году[3].  памятник архитектуры (вновь выявленный объект)[4]
- Дом № 4 — доходный дом. Арх.: Б. Н. Басин, 1910.
- Дом № 5 (в настоящее время адрес дома — Лесной пр., д. № 16) — здание бывшей церкви Усекновения Главы Иоанна Предтечи. Арх.: Г. Г. фон Голи и Г. Д. Гримм, 1901—1903. Двухэтажная церковь на 2000 человек была выдержана в стиле русских церквей XVII века. При церкви существовало братство трезвости, библиотека и воскресная школа. В конце 1930-х годов здание перестроили в спортзал. В 1990-х годах здание было приватизировано и в нём устроен частный фитнес-клуб[5].  памятник архитектуры (вновь выявленный объект)[4]
- Дом № 10 — доходный дом в стиле модерн. Арх.: Н. Н. Егоров, 1914. Реконструирован в 1995—1996 годах, арх.: А. Ю. Ананченко, А. А. Комарова.
- Дом № 10 корп. 2 — жилой дом в стиле ретроспективизм. Арх.: А. Ю. Ананченко, А. А. Комарова, 1995—1996.
- Дом № 12 — доходный дом в стиле модерн, 1906.
- Дом № 14 (Лесной проспект, д. № 18) — доходный дом в стиле модерн, арх.: Б. Я. Зонн, 1903.
- Стадион «Монолит» — бывший стадион завода «Красная Заря»
- Выборгский сад — разбит на углу Большого Сампсониевского проспекта и улицы Комиссара Смирнова (в то время Ломанского переулка) в 1934 году[6][7]. Территория сада доходит до Выборгской улицы.